# Шпажник итальянский
Шпажник итальянский (гладиолус итальянский, лат. Gladiolus italicus) — вид растений рода Шпажник (Gladiolus) семейства Ирисовые (Iridaceae).

## Ботаническое описание
Многолетнее травянистое растение, 50—80 (100) см высотой. Клубнелуковица покрыта грубоволокнистой оболочкой, около 20 мм в диаметре. Листьев 3—5, мечевидные, заострённые, 8—22 мм шириной и до 20 см длиной.
Соцветие редкое, из 6—16 цветков в 2 ряда, около 5 см в диаметре. Околоцветник от розового до пурпурового. Плод — обратно-яйцевидная или шаровидная коробочка. Семена шаровидно-грушевидные, 2—3 мм в диаметре.

## Охрана
Включён в красные книги Республики Крым (охраняется в Ялтинском горно-лесном заповеднике), города Севастополя (охраняется в заказнике «Байдарский»), Армении, Узбекистана и Украины.

## Синонимы
- Ballosporum segetum (Ker Gawl.) Salisb. (1866)
- Gladiolus arvaticus Jord. (1903)
- Gladiolus communis var. distichus Gouan (1764)
- Gladiolus communis var. grandiflorus Gouan (1764)
- Gladiolus communis var. parviflorus Bastard ex DC. (1815)
- Gladiolus commutatus Bouché (1838)
- Gladiolus cyclocarpus Jord. (1903)
- Gladiolus dalmaticus Tausch ex Rchb. (1832)
- Gladiolus dubius Parl. (1839), nom. illeg.
- Gladiolus guepinii K.Koch (1840)
- Gladiolus infestus Bianca (1842)
- Gladiolus leucanthus Bouché (1838)
- Gladiolus ludovicae Jan ex Bertol. (1834)
- Gladiolus pallidus Bouché (1838)
- Gladiolus proteiflorus G.B.Romano ex Lutati (1929)
- Gladiolus rigescens Jord. (1903)
- Gladiolus ruricola Jord. (1903)
- Gladiolus segetalis St.-Lag. (1880)
- Gladiolus segetum Ker Gawl. (1804) — Шпажник посевной
- Gladiolus segetum subsp. commutatus (Bouché) K.Richt. (1890)
- Gladiolus segetum subsp. guepinii (K.Koch) Nyman (1882)
- Gladiolus segetum subsp. ludovicae (Jan ex Bertol.) K.Richt. (1890)
- Gladiolus segetum var. guepinii (K.Koch) Baker (1877)
- Gladiolus segetum var. infestus (Bianca) Nyman (1882)
- Gladiolus segetum var. ludovicae (Jan ex Bertol.) Nyman (1882)
- Gladiolus segetum f. sterilis M.Arnaud (1877)
- Gladiolus spathaceus Parl. (1860), nom. illeg.
- Gladiolus tenuiflorus K.Koch (1848)
- Gladiolus turkmenorum Czerniak. (1935) — Шпажник туркменский
- Sphaerospora segetum (Ker Gawl.) Sweet (1826), nom. inval.